# Светлая Долина (Новониколаевский район)
Светлая Долина (укр. Світла Долина) — село,
Самойловский сельский совет,
Новониколаевский район,
Запорожская область,
Украина.
Код КОАТУУ — 2323685204. Население по переписи 2001 года составляло 155 человек.

## Географическое положение
Село Светлая Долина находится на расстоянии в 2,5 км от села Розовка и в 3-х км от села Самойловка.